# Domen (biologija)
U biologiji, domen (lat. regio, engl. domain) je najviši taksonomski rang u hijerarhijskoj klasifikaciji organizama. Samim tim, nalazi se iznad carstva. Prema savremenom Vouzovom sistemu klasifikacije, koji se zove sistem tri domena, postoji domen bakterija, domen arheja i domen eukariota.
Ranije klasifikacije su obuhvatale:
- Sistem dveju carstva, gde su najviši taksonomski rangovi prokarioti (ili monera) i eukarioti.
- Sistem šest carstva, gde su najviši taksonomski rangovi protisti, arhebakterije, eubakterije, gljive, biljke i životinje.

Na osnovu genetske analize i pažljivog razmatranja argumenata, većina naučnika su se složili da sadašnji sistem od 3 domena do sada najbolje klasifikuje živih bića.
Taj sistem klasifikacije je uveo Karl Vouz 1990. godine, američki mikrobiolog i biofizičar sa Univerziteta u Ilinoisu. Podela je napravljena na osnovu razlike u strukturi RNK, konkretno u genu 16S rRNA. Prva dva domena obuhvataju prokariotske mikroorganizme, ili jednoćelijske organizme čije ćelije nemaju jedro. Sva živa bića koja imaju jedro i membranu u ćeliji, spadaju u domen eukariota. On je prvi prepoznao fundamentalne razlike između arheja i bakterija, stavljajući ih u dva različita domena. Prema njegovim rečima, sistem dveju carstva potpuno ignoriše te razlike, dok sistem šest carstva prenaglašava osobenost gljiva, biljaka i životinja, koji su svi eukarioti.
Trenutno nije poznato koji domen je najstariji, odnosno, kom domenu pripadaju vrste koje su prve nastale na svetu, iako nedavni dokazi ukazuju da su to arheje. Što se tiče biomase, bakterije su najbrojnije, a verovatno iza njih arheje, a tek nakon toga eukarioti. Pretpostavlja se da ako bi neki od ta tri domena izumro, ni ostala dva ne bi mogla opstati, jer su većina blisko zavisna jedni od drugih.
Domen je, prema Vozu, najviša kategorija klasifikovanja živih bića. Virusi, viroidi i prioni koji se generalno ne smatraju živim bićima, podležu zasebnoj klasifikaciji.

## Osnova podele
- Bakterije

- ranije prokarioti: oblik jednoćelijskih organizama bez ćelijskog jedra

- Archaea

- ranije isto prokarioti: još jedan oblik jednoćelijskih organizama bez ćelijskog jedra

- Eukariote

- živa bića čije ćelije imaju jedro
- u domenu eukariota pripadaju i sva višećelijska živa bića
- domen eukariota je podijeljen na carstva.

Prema klasifikacionom sistemu koji je predložen 2012. godine, živi svet je podeljen na pet domena:
- Prionobiota (nećelijski organizmi bez nukleinske kiseline),
- Virusobiota (nećelijski organizmi sa nukleinskom kiselinom),
- Bacteriobiota (tipični prokariotski organizmi),
- Archaebiota (prokariotski organizmi specifične građe) i
- Eukaryobiota (eukariotski organizmi).

## Obeležja tri domena života
Svaki od ova tri domena života, priznaju današnji biolozi, sadrže rRNK koja je za njih jedinstvena, a ta činjenica sama po sebi predstavlja osnovu trodomenskog sistema. Dok prisustvo jedrove membrane razlikuje domen Eukarya od domena Archea i Bakteria – od kojih oba nemaju jedrovu membranu – arheje i bakterije međusobno se razdvajaju po raznim biohemijskim i RNK markerima.

### Arheje
Arheje su prokariotske ćelije koje su obično karakterisane membranom lipida, koji su razgranati sa ugljovodoničnim lancima u prilogu glicerola estarske veze. Prisustvo ovih estarskih veza kod arheja daje im sposobnost da izdrže ekstremne temperature i visoko kiselinske uslove, mada mnogi da žive i u blagim sredinama. Halofilni organizmi, koji uspevaju u vrlo slanim sredinama i hipertermofili, organizmi koji izdržavaju ekstremno vruće okruženje, primeri su arheja. Arheje su vrlo male.

### Bakterije
Iako su bakterije prokariotske ćelije kao i arheje, njihove membrane su izgrađene od nerazgranatih lanaca masnih kiselina vezanih na glicerolske esterske veze. Modrozelene bakterije i mikoplazme su dva primera bakterija. Oni karakteristično nemaju estarske veze kao arheje i svrstane su u drugu kategoriju, a time i u različiti domen. Postoji mnoštvo razlika u ovoj oblasti, a između toga i horizontalni prenos gena, što je nemoguće utvrditi, jer postoje mnoge vrste bakterija na planeti.

### Eukariote
Organizmi u domenu Eukarya imaju eukariotske ćelije, koje imaju membrane slične bakterijskim. Eukariote se dalje grupišu u carstvo gljiva (kvasce, plesni itd.), carstvo biljaka (cvetnice, paprati i ostale) i carstvo životionja (insekti, kičmenjaci itd) i sada ugašenog parafiletskog carstva  (alge, protozoa, itd). Nemaju svi eukarioti ćelijski zid, a kod onih koji ih imaju, zidovi ne sadrže peptidoglikane, koje bakterije imaju. Dok su u carstvima biljaka i životinja ćelije organizovane u tkiva, kod životinja ćelijski zidovi nisu prisutni.

## Isključenje virusa
Nijedan od tri sistema trenutno ne uključuje nećelijski život. Od 2011. se govori o nukleocitoplazmnim velikim DNK virusima kao mogućem četvrtom domenu života, što je gledište koje podržavaju istraživanja iz 2012. Otkriće gigantskog virusa sa genskom i fizičkom veličinom koja se može porediti sa ćelijskimm organizmom, ostaci transkribovanih proteina biljaka i virus-specifičnih parazita (virofaga) su podstakli intrigantna pitanja o njihovom poreklu. Oni koji se zalažu za njihovo uključivanje u globalna filogenomička istraživanja i razmatranja kao posebnog i drevnog oblika života traže dokaze za tu hipotezu. Rezultati se pozivaju na promenu u načinu shvatanja virusa. Oni verojatno predstavljaju poseban oblik života koji je ili prethodio ili koegzistirao sa poslednjim univerzalnim zajedničkim pretkom (LUCA) i predstavljaju vrlo ključni deo biosfere naše planete.

## Alternativne klasifikacije
Predložene alternativne klasifikacije života uključuju:
- Dvoimperijski sistem ili superdomenski sistem, sa najvišim rangom grupiranja: Prokaryota/Monera i Eukaryota.[11][12]
- Eocitna hipoteza, koju su prvi objavili Džejms A. Lejk et al. 1984. godine, postulira dva domena (Bacteria i Archaea, sa domenom Eukaryota uključenim u Archaea.[13][14][15]

## Literatura
- Leppard, Keith; Dimmock, Nigel; Easton, Andrew (2007). Introduction to Modern Virology. Blackwell Publishing Limited. ISBN 978-1-4051-3645-7.
- Benton, Michael J. (2005). Vertebrate Palaeontology (3rd изд.). Oxford: Blackwell Publishing. ISBN 978-0-632-05637-8.
- Brummitt, R.K., and C.E. Powell. Authors of Plant Names. 1992. ISBN 978-0-947643-44-7.. Royal Botanic Gardens, Kew.
- Gaffney, Eugene S., and Peter A. Meylan. 1988. "A phylogeny of turtles". In M.J. Benton (ed.), The Phylogeny and Classification of the Tetrapods, Volume 1: Amphibians, Reptiles, Birds, 157–219. Oxford: Clarendon Press.
- Haris Abba Kabara. 2001. Karmos hand book for botanical names.
- Lambert, David (1990). Dinosaur Data Book. ISBN 978-0-8160-2431-5.. Oxford: Facts On File & British Museum (Natural History).
- McKenna, Malcolm C.; Bell, Susan K. (1997). Classification of Mammals Above the Species Level. New York: Columbia University Press. ISBN 978-0-231-11012-9. Приступљено 16. 3. 2015.
- Milner, Andrew. 1988. "The relationships and origin of living amphibians". In M.J. Benton (ed.), The Phylogeny and Classification of the Tetrapods, Volume 1: Amphibians, Reptiles, Birds, 59–102. Oxford: Clarendon Press.
- Novacek, Michael J. 1986. "The skull of leptictid insectivorans and the higher-level classification of eutherian mammals". Bulletin of the American Museum of Natural History 183: 1–112.
- Robert L. Carroll (1988) "Vertebrate Paleontology and Evolution." W. H. Freeman and Company, New York. Carroll, Robert L. (1988). Vertebrate Paleontology and Evolution. Freeman. стр. 1–698. ISBN 978-0-7167-1822-2.
- Sereno, Paul C. 1986. "Phylogeny of the bird-hipped dinosaurs (Order Ornithischia)". National Geographic Research 2: 234–56.
- Willis, K.J.; J.C. McElwain (2002). The Evolution of Plants. Oxford University Press. ISBN 978-0-19-850065-0.

## Spoljašnje veze
- Learn Biology: Classification-Domains na sajtu